# Wanted (film)
Wanted is een Amerikaanse-Duitse actiefilm uit 2008 onder regie van Timoer Bekmambetov. Het verhaal is gebaseerd op dat uit de gelijknamige stripboekenreeks uitgegeven door Marc Silvestri's Top Cow Productions.
Wanted werd genomineerd voor onder meer de Academy Awards voor beste geluid en beste geluidsmontage, een Saturn Award voor beste fantasyfilm en een Screen Actors Guild Award voor het stuntteam. Ze won daadwerkelijk een Empire Award voor beste sciencefiction-/fantasy-/superheldenfilm.
Ook werd er een game uitgebracht die verdergaat waar de film ophield.

## Verhaal
Een man die zichzelf Mr. X noemt (David O'Hara) heeft een ontmoeting met een expert in ballistiek om uit te vinden wie een zekere kogel naar een tegenstander heeft geschoten. Op dat moment wordt de expert doodgeschoten. Mr. X denkt te ontsnappen wanneer hij door het raam springt, naar de andere kant van de weg op een gebouw. Dit blijkt de sluipschutter Cross (Thomas Kretschmann) enkel gewild te hebben. Mr. X bevindt zich nu op de gewenste plek en krijgt een kogel door zijn hoofd.
Wesley Gibson (James McAvoy) is een 24-jarige boekhouder die zijn uitzichtloze baan meer dan zat is en wrok koestert voor zijn bazin Janice (Lorna Scott). Zijn beste vriend Barry (Chris Pratt) heeft een affaire met zijn vriendin. Wesley heeft regelmatig angstaanvallen. Wanneer hij hiervoor pillen koopt in een supermarkt, komt een vrouw naast hem staan die Fox blijkt te heten (Angelina Jolie). Ze vertelt dat zijn vader de beste huurmoordenaar op aarde was en de dag er voor doodgeschoten is. Daarnaast zegt ze dat een andere huurmoordenaar (Cross) achter hen staat en op het punt staat hem dood te schieten. Een schietpartij en auto-achtervolging volgt, waarbij Wesley en Fox ontsnappen. Fox brengt Wesley naar de ontmoetingsplaats van 'De Broederschap'. Hier ontmoet hij de baas, die zichzelf Sloan noemt (Morgan Freeman). Sloan biedt hem aan de taak van zijn vader over te nemen en dwingt hem de vleugels van drie vliegjes eraf te schieten. Als hij weigert, wordt een pistool tegen zijn hoofd gezet. Dit resulteert in nog een angstaanval, waarbij Wesley in staat is sneller te observeren en reageren en de vleugels eraf schiet.
De volgende dag wordt Wesley in zijn eigen bed wakker. Hij hoopt dat alles een droom was, maar ontdekt dat hij het pistool van zijn vader heeft - dat hij in zijn eigen toilet bewaart - en er $3,6 miljoen op zijn bankrekening staat. Op zijn werk gooit hij zijn opgekropte frustraties eruit tegen zijn bazin en beste vriend. Eenmaal buiten merkt hij op dat hij op de voorpagina van een krant staat, en dat hij gezocht wordt door de politie. Op dat moment ziet hij Fox en stapt bij haar in de auto. Eenmaal bij de ontmoetingsplek, een textielfabriek, volgt een lange en zware training. The Butcher (Dato Bakhtadze), The Exterminator (Konstantin Khabensky), Gunsmith (rapper Common) en The Repairman (Marc Warren) nemen hem een voor een onder handen. In deze training leert Wesley te doorstaan om in elkaar geslagen te worden, om met messen te vechten, om ratten als wapen te gebruiken, om kogels af te buigen en hij leert om zijn angstaanvallen te controleren
Als Wesley eenmaal getraind is, krijgt hij zijn opdrachten via het "Loom of Fate" (Weefgetouw van het Lot), waarin zijn mikpunten staan aangegeven in codes. Vlak voor hij zijn eerste moord pleegt, ziet de kijker een flashback waarin hij eerder tegen Fox zegt dat het niet klopt om mensen te doden zonder te weten wie ze zijn. Fox vertelt op dat moment dat als je er één doodt, je er wellicht duizenden kan redden. Na meerdere slachtoffers te hebben gedood, krijgt hij de taak om Cross, de moordenaar van zijn vader, te doden. Een confrontatie in een trein volgt en Fox helpt hem door haar auto in een treincoupé te rijden. De trein raakt ontspoord van het rails en valt uiteindelijk van een hoge brug. Wesley valt naar beneden, maar wordt net op tijd bij zijn hand gepakt door Cross. Wesley schiet met het pistool in zijn andere hand Cross in zijn torso. De wagon stort naar beneden, maar blijft klemmen in een ravijn. Cross onthult dat híj Wesley's vader is. Hij verliet Het Broederschap en is sindsdien een mikpunt. Hij zegt dat hij een beter leven voor Wesley in gedachten had en daarom nooit een persoon in zijn leven was. Terwijl Cross sterft, twijfelt Wesley en vraagt aan Fox of het waar is. Fox biecht op dat het de waarheid is en dat De Broederschap al die tijd tegen hem gelogen heeft. Op dat moment probeert ze Wesley dood te schieten, maar hij schiet de glasplaat door waarop hij en Cross zich bevinden. Ze storten uit de trein en vallen in een rivier.
Wesley ontwaakt in een appartement vlak bij dat van hemzelf. Hij krijgt te horen van de eveneens aanwezige Pekwarsky (Terence Stamp) dat dit het appartement van zijn vader was. Ook wordt er onthuld dat Sloan corrupt is, deze kiest zelf de zogenaamd willekeurige slachtoffers voor persoonlijk gewin en misleidt de mensen die voor hem werken. Wesley zint op wraak en besluit het complete Broederschap uit te schakelen. Na een schietpartij bevindt hij zich in het kantoor, waar hij al snel door de belangrijkste leden van De Broederschap onder schot wordt gehouden. Hij confronteert Sloan met zijn corruptie. Deze vertelt dit te hebben gedaan omdat de aanwezige leden van De Broederschap zelf eigenlijk allemaal op een zeker moment tot mikpunt benoemd werden. Fox beseft dat ze eigenlijk allemaal zelf dood moesten zijn, doodt al haar kompanen en ook zichzelf met één kogel met een soort slingereffect. Sloan is ondertussen verdwenen. Sloan zoekt later Wesley op zijn werk op om hem dood te schieten, maar de man achter het bureau blijkt iemand anders te zijn. Sloan staat op een mikpunt en wordt op dat moment doodgeschoten door Wesley zelf, die zich op grote afstand bevindt. Sloan sterft op dezelfde manier als Mr X.

## Rolverdeling
- James McAvoy - Wesley Gibson
- Angelina Jolie - Fox
- Morgan Freeman - Sloan
- Thomas Kretschmann - Cross
- Dato Bakhtadze - The Butcher
- Konstantin Khabensky - The Exterminator
- Common - Earl Spellman / Gunsmith
- Marc Warren - The Repairman
- David O'Hara - Mr. X
- Chris Pratt - Barry
- Lorna Scott - Janice
- Terence Stamp - Pekwarsky
- Kristen Hager - Cathy
- Sophiya Haque - Puja

## Productie
Jeff Kirschenbaum was een producent en van de gelijknamige stripboekenreeks en adviseerde Universal Pictures er de rechten over te bemachtigen. In 2004 begonnen de eerste plannen voor een verfilming en in december 2005 werd Bekmambetov als regisseur aangewezen. Al onmiddellijk werd gesuggereerd dat de film "het tegenovergestelde van Spider-Man moest zijn".
Actrice Jolie vertelde tussen de films A Mighty Heart (2007) en Changeling (2008) een fysieke rol te willen spelen en koos daarom voor de rol van Fox in Wanted. Ze beschreef de film als "Mrs. Smith nadat ze Mr. Smith heeft gedood en erg depressief en humeurig is geworden". De uitspraak verwijst naar de film Mr. & Mrs. Smith (2005), waarin Jolie ook speelde. Acteur McAvoy had nog nooit eerder een actierol gespeeld en begon zes weken voor de opnamen met trainen. Regisseur Bekmambetov legde uit dat Wesley niet op een actieheld moest lijken en daarom ook voor McAvoy koos.
De opnames vonden plaats in april 2007 en werden na vijf maanden afgerond. De post-productie duurde acht maanden en de film was gereed voor een release in mei 2008.

## Ontvangst
In de Verenigde Staten kreeg de film voornamelijk positieve reacties, ook in Nederland werd de film positief ontvangen. Het filmblad FilmValley beschreef de film als een "Oost-Europese waanzin met een Hollywoodsausje. Visueel verbluffend, origineel en lekker hard!". Een ander Nederlands filmblad, genaamd Preview, noemde het de "meest spectaculaire actiefilm in jaren, met actie tot de macht vier!".